# هیجیری کاتو
هیجیری کاتو (ژاپنی: 加藤 聖؛ زادهٔ ۱۶ سپتامبر ۲۰۰۱) یک بازیکن فوتبال اهل ژاپن است.
از باشگاه‌هایی که در آن بازی کرده‌است می‌توان به باشگاه فوتبال و-واران ناگاساکی اشاره کرد.